# Cochlidium pumilum
Cochlidium pumilum là một loài dương xỉ trong họ Polypodiaceae. Loài này được Massee ex C. Chr. mô tả khoa học đầu tiên năm 1929.